# 뤄메이링 (1969년)
뤄메이링(중국어 정체자: 羅美玲, 백화자: Lô Bí-lîng, 병음: Luó Mêilíng, 1969년 5월 1일 ~ )은 타이완의 정치인, 제10, 11대 입법위원이다.